# PEDOT:PSS

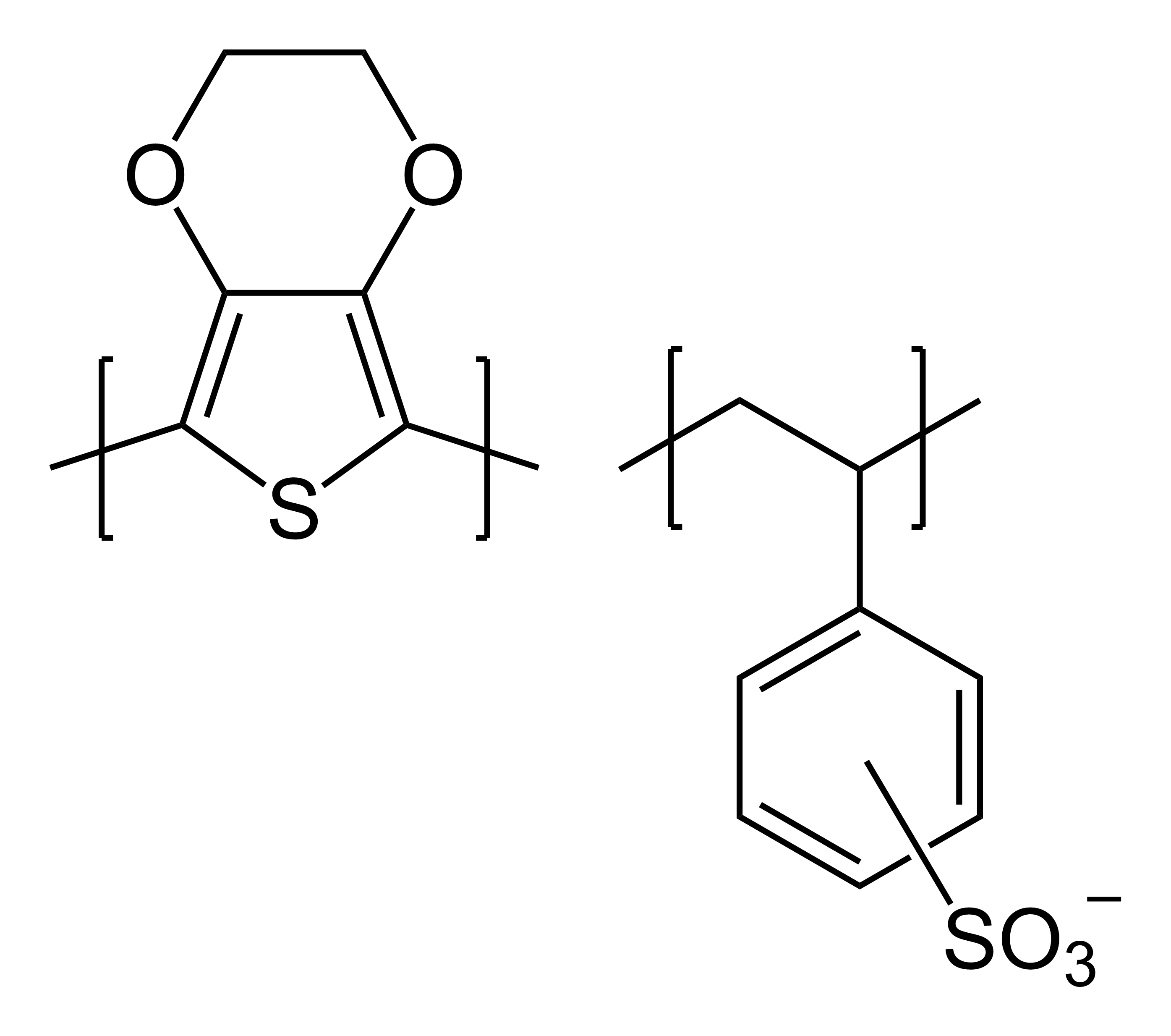
PEDOT:PSS

PEDOT:PSS یا پلی(3,4-ethylenedioxythiophene) پلی استایرن سولفونات پلیمری ترکیبی از دو یونومر است. بخشی از گروه‌های سولفونیل موجود در سدیم پلی‌ستایرن سولفونات که یک جز از این پلیمر است دپروتونه شده‌اند و حامل بار منفی هستند. دیگر جزء پلی(3,4-ethylenedioxythiophene) یا PEDOT یک پلیمرکونژوگه از خانوادهٔ [polythiopheneپلی‌تیوفن‌ها] و حامل بارهای مثبت است. این دو جز که هریک ماکرومولکولهایی باردار هستند، با یکدیگر یک نمک ماکرومولکولی را تشکیل می‌دهند